# Rhamphomyia tersa
Rhamphomyia tersa är en tvåvingeart som beskrevs av Daniel William Coquillett 1895. Rhamphomyia tersa ingår i släktet Rhamphomyia och familjen dansflugor. Inga underarter finns listade i Catalogue of Life.